# Distretto di Kangbashi
Il distretto di Kangbashi (康巴什区S, Kāngbāshí QūP) è un distretto della Cina, appartenente alla regione autonoma della Mongolia Interna e amministrato dalla prefettura di Ordos.